# Luciano Burti
Luciano Burti va ser un pilot de curses automobilístiques brasiler que va arribar a disputar curses de Fórmula 1.
Va néixer el 5 de març del 1975 a Sao Paulo, Brasil.

## A la F1
Luciano Burti va debutar a la desena cursa de la temporada 2000 (la 51a temporada de la història) del campionat del món de la Fórmula 1, disputant el 16 de juliol del 2000 el G.P. d'Àustria al circuit de Österreichring.
Va participar en un total de quinze curses puntuables pel campionat de la F1 disputades en dues temporades consecutives (2000 - 2001) aconseguint una vuitena posició com millor classificació en una cursa (en dues ocasions) i no assolí cap punt vàlid pel campionat del món de pilots.

## Resultats a la Fórmula 1
| Any  | Equip            | Xassís | Motor    | 1     | 2      | 3       | 4      | 5      | 6      | 7       | 8     | 9      | 10     | 11      | 12      | 13      | 14      | 15  | 16  | 17  | Posició | Punts |
| ---- | ---------------- | ------ | -------- | ----- | ------ | ------- | ------ | ------ | ------ | ------- | ----- | ------ | ------ | ------- | ------- | ------- | ------- | --- | --- | --- | ------- | ----- |
| 2000 | Jaguar Racing    | Jaguar | Cosworth | AUS   | BRA    | SMR     | GBR    | ESP    | EUR    | MON     | CAN   | FRA    | AUT 11 | ALE     | HUN     | BEL     | ITA     | USA | JAP | MAL | -       | 0     |
| 2001 | Jaguar Racing    | Jaguar | Cosworth | AUS 8 | MAL 10 | BRA Ret | SMR 11 |        |        |         |       |        |        |         |         |         |         |     |     |     | -       | 0     |
| 2001 | Prost Grand Prix | Prost  | Acer     |       |        |         |        | ESP 11 | AUT 11 | MON Ret | CAN 8 | EUR 12 | FRA 10 | GBR Ret | ALE Ret | HUN Ret | BEL Ret | ITA | USA | JAP | -       | 0     |

### Resum
| Curses: | Victòries: | Pòdiums: | Poles: | Voltes ràpides: | Punts: |
| ------- | ---------- | -------- | ------ | --------------- | ------ |
| 15 (15) | 0          | 0        | 0      | 0               | 3      |